# But for Now Leave Me Alone
But for Now Leave Me Alone은 한국계 미국인 래퍼 pH-1의 2번째 정규 음반으로, 하이어 뮤직을 통해 2022년 9월 15일에 발매되었다.

## 배경
pH-1은 <아이즈매거진>과의 인터뷰에서 음반을 제작한 계기를 설명했다.
많은 분들이 흔히 떠올리는 제 이미지는 ‘밝은’, ‘달달한’, ‘소프트한’ 등의 모습일 거예요. 이번 앨범에서는 그동안 대중에게 보이지 않았던, 그리고 대중이 보지 못했던 저의 어두운 면을 드러내고 싶었어요. 동시에 이미지 변신도 하고 싶었고요. 그래서 곡 무드에 맞게 전체적인 비주얼에도 변화를 줬어요.

## 음악 및 가사
But For Now Leave Me Alone에는 전반적으로 팝적인 터치가 가미되어 있다. "Zombies"에서는 "업템포 리듬과 후렴구의 유려한 멜로디 어레인지가 어우러"졌다. “TGIF”는 "피제이가 참여해 가벼운 질감의 신시사이저를 짧게 끊어치며 그루브를 만들어"낸다. "Yuppie Ting"은 UK 개러지 사운드를 차용했다. 가사 면에서 pH-1은 자신의 인생을 되짚으며 실패한 관계, 내면의 악마와의 싸움, 유명세의 양날의 검 등을 묘사한다.

## 평가
| 전문가 평가 | 전문가 평가 |
| 평가 점수   | 평가 점수   |
| 출처        | 점수        |
| ----------- | ----------- |
| 리드머      | 3/별        |
| 서울 테라피 | 9/10        |

<리드머>의 황두하는 But for Now Leave Me Alone에 5점 만점에 3점을 주었다. 그는 음반의 매력이 "세련되고 유려한 프로덕션"이나, pH-1의 단조로운 랩 퍼포먼스에 의해 "집중해서 들을수록 감흥이 떨어진다"고 평했다.
<서울 테라피>의 캐서린 파커는 10점 만점에 9점을 주었다. 그에 따르면, 음반은 "pH-1이 사랑하는 장르와 사운드를 담아내 그의 가수, 래퍼, 그리고 무엇보다 스토리텔러로서의 실력을 보여준다."
<이즘>의 장준환은 "Mr. Bad"에 5점 만점에 3점을 주었다. 그는 노래가 "확실한 임팩트 없이도 이목을 끄는 선공개"로, "어떤 분위기에도 잘 녹아드는 피에이치원의 '올라운더' 인증서가 여전히 유효하다"고 평했다.

### 연말 목록
| 출판사             | 목록                                  | 순위 | 각주  |
| ------------------ | ------------------------------------- | ---- | ----- |
| <롤링 스톤 인디아> | 2022년 최고의 한국 힙합 R&B 음반 15장 | 12   | [ 1 ] |

## 곡 목록
전체 작사·작곡: pH-1
| #            | 제목                                | 작사         | 작곡          | 재생 시간 |
| ------------ | ----------------------------------- | ------------ | ------------- | --------- |
| 1.           | 〈Zombies〉                         |              | 써밋          | 3:04      |
| 2.           | 〈TGIF〉                            |              | 피제이        | 3:16      |
| 3.           | 〈Yuppie Ting〉 (featuring 블라세)  | 블라세       | 블랙도        | 3:00      |
| 4.           | 〈Tipsy〉                           |              | 수민          | 3:20      |
| 5.           | 〈Mr. Bad〉 (featuring 우원재)      | 우원재       | 우원재, 수민  | 3:05      |
| 6.           | 〈Juliette!〉 (featuring 우미)      | 우미         | 우미, moocean | 3:06      |
| 7.           | 〈Run Away〉                        |              | 호이웨이브    | 2:57      |
| 8.           | 〈Dead Girl〉                       |              | 방달          | 3:22      |
| 9.           | 〈Shrink Told Me〉 (featuring 모쿄) |              | 모쿄          | 2:29      |
| 10.          | 〈Issues〉 (featuring 팔로알토)     | 팔로알토     | 피제이        | 3:23      |
| 11.          | 〈Break the Glass〉                 |              | 슬롬          | 3:31      |
| 12.          | 〈마지막 싸움〉 (featuring 로스)    | 로스         | 너티          | 2:51      |
| 13.          | 〈배〉                              |              | 호이웨이브    | 3:28      |
| 총 재생 시간 | 총 재생 시간                        | 총 재생 시간 | 총 재생 시간  | 37:08     |

## 차트
| 차트 (2022)          | 최고 순위 |
| -------------------- | --------- |
| 대한민국 음반 (써클) | 24        |